# Partido Republicano de Agricultores y Campesinos
El Partido Republicano de Agricultores y Campesinos (en checo: Republikánská strana zemědělského a malorolnického lidu, en eslovaco: Republikánska strana zemedelského a maloroľníckeho ľudu, RSZML) fue un partido agrario de centro derecha de Checoslovaquia, visto como representante de los grandes negocios y la agricultura. En el período hasta 1935 fue el partido político más grande e influyente del país. Dirigido por Antonín Švehla y Milan Hodža, el partido influyó en la política checoslovaca entre la Primera y la Segunda Guerra Mundial. Participó en los gobiernos de coalición Pětka y fue miembro del Buró Agrario Internacional.

## Historia
El partido se estableció en 1922 como una fusión del Partido Agrario Checo y el eslovaco Partido Nacional Republicano y Campesino. En las elecciones de 1925 ganó 45 de los 300 escaños en la Cámara de Diputados, convirtiéndose en el partido más grande del Parlamento. En el mismo año introdujo un arancel agrario que se consideraba como protección del interés de los productores, motivado por la crisis agraria del país. Se argumenta que ayudó a los húngaros más que a los eslovacos. El primer ministro Udržal era miembro del partido, pero perdió su apoyo, lo que significaba que no pudo mantener unida a su coalición. Las luchas internas dentro del partido crecieron y el gobierno de coalición fracasó en julio de 1932. Fue consistentemente el partido más fuerte, formando y dominando coaliciones. Se movió más allá de su base agraria original para llegar a los votantes de clase media.
Otras figuras importantes fueron Josef Žďářský (presidente del partido 1905-1909), Antonín Švehla (presidente del partido 1909-1933 y primer ministro 1922-1926, 1926-1929), František Udržal (primer ministro 1929-1932), Jan Malypetr (primer ministro 1932 -1935) y Milan Hodža (primer ministro 1935-1938), así como Rudolf Beran (presidente del partido 1935-1938 y primer ministro 1938-1939).
Al partido no se le permitió reorganizarse después de la Segunda Guerra Mundial.

## Resultados electorales
| Cámara de diputados |                      |                      |                        |     |                |          |
| Año de elección     | # de votos generales | % del total de votos | # de escaños obtenidos | +/– | Líder          | Posición |
| 1920                | 603.618 (#4)         | 9,74                 | 28/281                 | –   | Karel Prášek   | Gobierno |
| 1925                | 970.498 (#1)         | 13,66                | 45/300                 | 17  | Antonín Švehla | Gobierno |
| 1929                | 1.105.498 (#1)       | 15,0                 | 46/300                 | 1   | Antonín Švehla | Gobierno |
| 1935                | 1.176.628 (#2)       | 14,3                 | 45/300                 | 1   | Rudolf Beran   | Gobierno |

| Senado          |                      |                      |                        |     |                |
| Año de elección | # de votos generales | % del total de votos | # de escaños obtenidos | +/– | Líder          |
| 1920            | 530.388 (#4)         | 10,15                | 14/142                 | –   | Karel Prášek   |
| 1925            | 841.647 (#1)         | 13,8                 | 23/150                 | 9   | Antonín Švehla |
| 1929            | 978.291 (#1)         | 15,2                 | 24/150                 | 1   | Antonín Švehla |
| 1935            | 1.042.924 (#2)       | 14,3                 | 23/150                 | 1   | Rudolf Beran   |